# La Caseta (Rupit i Pruit)
La Caseta és una masia de Rupit i Pruit (Osona) inclosa a l'Inventari del Patrimoni Arquitectònic de Catalunya.

## Descripció
Masia de petites dimensions i de planta rectangular amb coberta a dues vessants i el carener paral·lel a la façana orientada a migdia. Presenta dos portals rectangulars i una finestra a la planta i tres al primer pis. A ponent s'hi obre una altra finestra i a llevant s'hi adossa un petit cos que podria correspondre a un antic forn. A la banda de tramuntana s'hi obre un altre portal i quatre petites finestres. És construïda amb granit i gresos vermells units amb morter de calç; també hi ha algun afegitons de ciment.

## Història
Antiga masia adscrita a la parròquia de Sant Joan de Fàbregues de la qual se'n tenen notícies des de l'any 1000, avui la parròquia es troba englobada a la parròquia de Sant Miquel de Rupit. No tenim cap dada constructiva ni cap notícia històrica que permeti datar la construcció de la casa, però es tracta segurament d'una masoveria del proper mas l'Aulet el qual es troba documentat des del segle xvi. El mas és portat per la masovera de l'Aulet, ha estat restaurat segons indica la data del portal (1934).